# Match des champions 2017
Il Match des champions 2017 è la 13ª edizione del Match des champions.
Si è disputato il 19 settembre 2017 tra i seguenti due club:
- Élan Chalon, campione di Francia 2016-17
- Nanterre 92, vincitore della Coppa di Francia 2016-17

## Finale
| Arbitri: | Viator Rosso Thepenier |

| |            | |
| Camara 20                                                                                                 | Punti      | 17 Petteway |
| Nzeulie 8                                                                                                 | Assist     | 7 Shuler |
| Camara 13                                                                                                 | Rimbalzi   | 4 Aminu |
| 3 Harris• 4 Rozenfeld• 9 Nzeulie• 14 Camara• 18 Putney 2 Mopsus• 7 Pinault• 12 Gillet• 15 Farr• 22 Joseph | Formazioni | 1 Petteway• 4 Aminu• 7 Shuler• 10 Invernizzi• 11 Moore 2 Dadiet• 5 Konaté• 8 Schaffartzik• 13 Passave-Ducteil• 19 Tchouaffé• 27 Pansa• 33 Murphy |
| Jean-Denys Choulet                                                                                        | Allenatori | Pascal Donnadieu |